# Малакологія

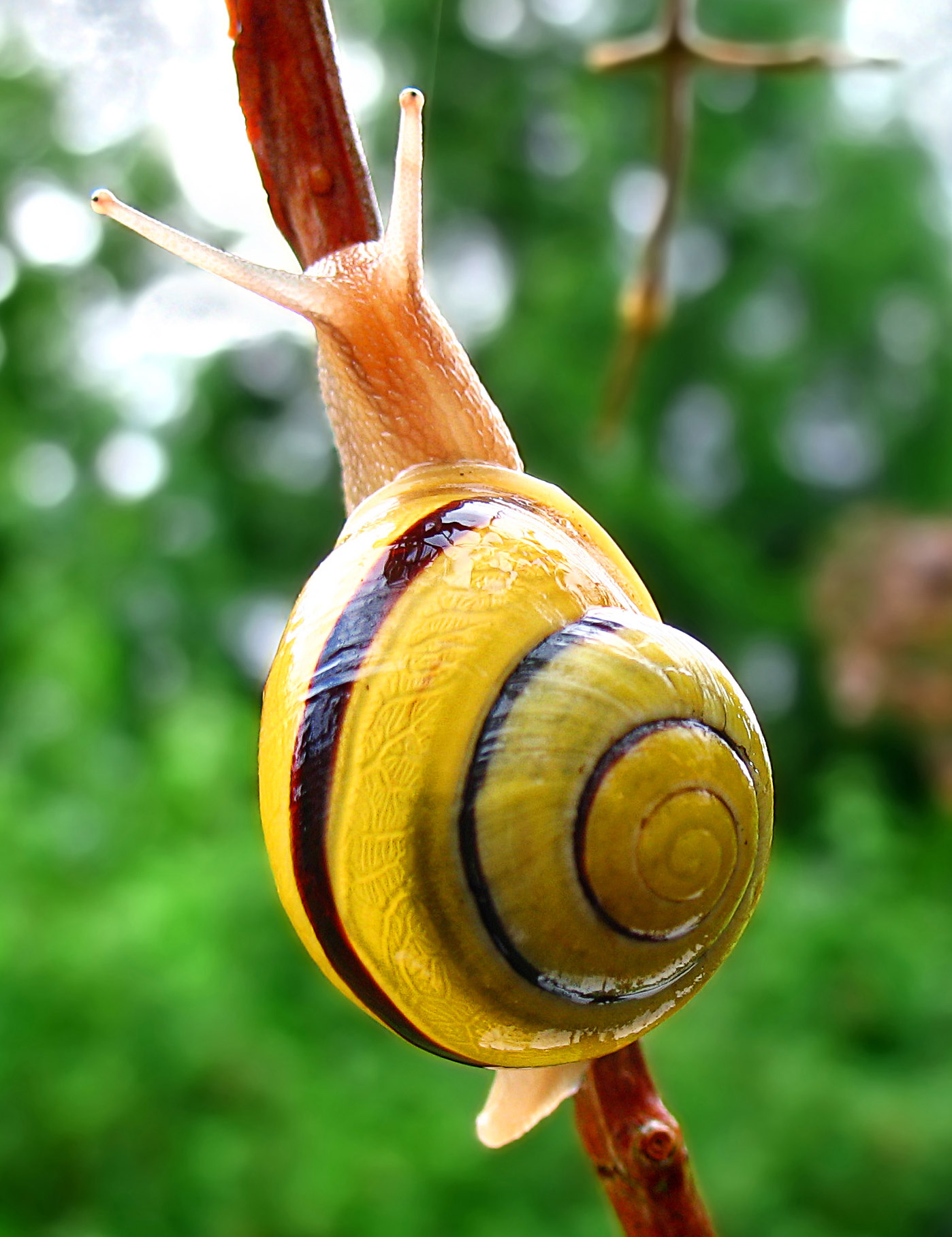
Равлик смугастий лісовий

Малаколо́гія (грец. μαλαχιον — молюск і λογος — слово, вчення) — розділ зоології, що вивчає молюсків.

## Сучасні наукові малакологічні журнали

### З імпакт-фактором
- American Malacological Bulletin — США, видає Американська малакологічна спілка. Заснований 1983 року. Імпакт-фактор 0.558 (2019).[1]
- Archiv für Molluskenkunde — Німеччина, видає Зенкенбергське товариство дослідження природи[en]. Заснований 1868 року, під сучасною назвою з 1920 року. Імпакт-фактор 0.966 (2019).[2]
- Journal of Conchology — Велика Британія, видає Конхіологічна спілка Великої Британії та Ірландії[en] з 1879 року. Імпакт-фактор 0.784 (2019).[3]
- Journal of Molluscan Studies[en] — Велика Британія, видає Малакологічнаю спілка Лондона[en] у Oxford University Press. Заснований 1893 року. Імпакт-фактор 1.461 (2019).[4]
- Malacologia[en] — США, видає Інститут малакології Природознавчого музею Філда. Заснований 1962 року. Імпакт-фактор 13.5 (2019).[5]
- Molluscan Research — Австралія, видає Малакологічна спілка Австралії з 1957 року, під сучасною назвою з 1994 року. Імпакт-фактор 0.938 (2019).[6]
- The Nautilus[en] — США, видає Національний музей мушель Бейлі-Метьюза[en] з 1886 року. Імпакт-фактор 1.0 (2019).[7]

### Деякі інші
- Basteria[en] — Нідерланди, видає Малакологічна спілка Нідерландів[en] з 1936 року.[8]
- Folia Malacologica — Польща, видає Асоціація малакологів Польщі з 1987 року. Має вільний доступ, індексований у Scopus.[9]
- Malacologica Bohemoslovaca[en] — Словаччина та Чехія, видають чеські та словацькі малакологи у Словацькій академії наук з 2002 року. Має вільний доступ.[10]
- Ruthenica — РФ, видає Інститут проблем екології і еволюції імені О. М. Сєверцова РАН з 1991 року, має вільний доступ, індексований у Scopus.[11]
- Strombus[en] — Бразилія, видаєя Конхологічна спілка Бразилії[en] з 1998 року, має вільний доступ, індексований у Scopus.[12]
- Venus — Японія, видає Малакологічна спілка Японії з 1928 року, має вільний доступ.[13]

## Деякі відомі українські малакологи
| - Криницький Іван Андрійович (1797—1838) - Калениченко Іван Йосипович (1805—1876) - Єльський Костянтин Роман (1837—1896) - Ломницький Мар'ян Алоїз (1845—1915) - Бонковський Йозеф (1848—1887) - Андрусов Микола Іванович (1861—1924) - Кушакевич Сергій Юхимович (1878—1920) - Пузанов Іван Іванович (1885—1971) - Паночіні Сергій Сергійович (1891—1931) - Полянський Юрій Іванович (1892—1975) - Кирпиченко Михайло Якович (1902—1998) - Бондарчук Володимир Гаврилович (1905—1993) - Здун Всеволод Ілліч (1907—1999) - Путь Андрій Леонтійович (1908—1994) - Куниця Микола Олександрович (1925—2002) - Стадниченко Агнеса Полікарпівна (нар. 1935) - Мельничук Іван Васильович (1937—2008) - Гожик Петро Федосійович (1937—2020) | - Присяжнюк Валентин Арсенійович (1938—2020) - Золотарьов Валентин Миколайович (1940—2024) - Протасов Олександр Олексійович (нар. 1949) - Байдашніков Олександр Олексійович (нар. 1950) - Аністратенко Віталій В'ячеславович (нар. 1960) - Корнюшин Олексій Вадимович (1962—2004) - Крамаренко Сергій Сергійович (нар. 1966) - Житова Олена Петрівна (нар. 1969) - Гураль-Сверлова Ніна В'ячеславівна (нар. 1970) - Киричук Галина Євгеніївна (нар. 1971) - Романюк (Мельничук) Руслана Костянтинівна (нар. 1971) - Шевчук (Янович) Лариса Миколаївна (нар. 1972) - Гарбар Олександр Васильович (нар. 1973) - Лукашов Дмитро Володимирович (нар. 1976) - Гураль Роман Іванович (нар. 1979) - Уваєва Олена Іванівна (нар. 1980) - Сон Михайло Олегович (нар. 1983) - Балашов Ігор Олександрович (нар. 1985) |

## Деякі найвідоміші закордонні малакологи
| - Арістотель (384—322 до н.е.) - Карл Лінней (1707—1778) - Отто Фрідріх Мюллер (1730—1784) - Жан Батист Ламарк (1744—1829) - Йоганн Фрідріх Гмелін (1748—1804) - Жорж Леопольд Кюв'є (1769—1832) - Вільям Джон Свенсон (1789—1855) - Ашиль Валенсьєн (1794—1829) - Жанна Віллепре-Пауер (1794—1871) - Джон Едвард Грей (1800—1885) - Річард Томас Лау (1802—1874) - Алсид д'Орбіньї (1802—1857) - Тімоті Аббот Конрад (1803—1877) - Людвіг Пфайффер (1805—1877) - Еміль Росмеслер (1806—1867) - Свен Людвіг Ловен (1809—1895) - Філіп Персолл Карпентер (1819—1877) | - Едуард фон Мартенс (1831—1904) - Стефан Клессін (1833—1911) - Маріанна Паулуччі (1835—1919) - Вільгельм Кобельт (1840—1916) - Біргітта Есмарк (1841—1897) - Оскар Беттгер (1844—1910) - Вільям Гілі Далл (1845—1927) - Йоганнес Тіле (1860—1935) - Генрі Пілсбрі (1862—1957) - Вільгельм Ліндгольм (1874—1935) - Том Айрдейл (1880—1972) - Ілля Ліхарев (1917—2003) - Адольф Рідель (1930—2010) - Анджей Віктор (1931—2018) - Гартмут Нордсік (1940—2022) - Стівен Гулд (1941—2002) - Філіп Буше (нар. 1953) |